# العلاقات الغيانية الكولومبية
العلاقات الغيانية الكولومبية هي العلاقات الثنائية التي تجمع بين غيانا وكولومبيا.

## مقارنة بين البلدين
هذه مقارنة عامة ومرجعية للدولتين:
| وجه المقارنة                                              | غيانا        | كولومبيا        |
| --------------------------------------------------------- | ------------ | --------------- |
| المساحة (كم2)                                             | 214.97 ألف   | 1.14 مليون      |
| عدد السكان (نسمة)                                         | 777.86 ألف   | 49.07 مليون     |
| الكثافة السكانية (ن./كم²)                                 | 3.62         | 43.04           |
| العاصمة                                                   | جورج تاون    | بوغوتا          |
| اللغة الرسمية                                             | لغة إنجليزية | اللغة الإسبانية |
| العملة                                                    | دولار غياني  | بيزو كولومبي    |
| الناتج المحلي الإجمالي (بليون دولار)                      | 3.68 مليار   | 309.19 مليار    |
| الناتج المحلي الإجمالي (تعادل القوة الشرائية) بليون دولار | 5.77 مليار   | 724.96 مليار    |
| الناتج المحلي الإجمالي الاسمي للفرد دولار أمريكي          | 4.13 ألف     | 7.60 ألف        |
| الناتج المحلي الإجمالي للفرد دولار أمريكي                 |              | 13.36 ألف       |
| مؤشر التنمية البشرية                                      |              | 0.720           |
| رمز المكالمات الدولي                                      | +592         | +57             |
| رمز الإنترنت                                              | .gy          | .co             |
| المنطقة الزمنية                                           | 00           | 00              |

## منظمات دولية مشتركة
يشترك البلدان في عضوية مجموعة من المنظمات الدولية، منها:
| علم المنظمة | اسم المنظمة                                                          | تاريخ انضمام غيانا | تاريخ انضمام كولومبيا |
| ----------- | -------------------------------------------------------------------- | ------------------ | --------------------- |
|             | اتحاد دول أمريكا الجنوبية                                            | ?                  | ?                     |
|             | مؤسسة التنمية الدولية                                                | 4 يناير 1967       | 16 يونيو 1961         |
|             | وكالة ضمان الاستثمار متعدد الأطراف                                   | 18 يناير 1989      | 30 نوفمبر 1995        |
|             | يونسكو                                                               | 21 مارس 1967       | 31 أكتوبر 1947        |
|             | الأمم المتحدة                                                        | 20 سبتمبر 1966     | 5 نوفمبر 1945         |
|             | وكالة حظر الأسلحة النووية في أمريكا اللاتينية ومنطقة البحر الكاريبي ‏ | ?                  | ?                     |
|             | الاتحاد البريدي العالمي                                              | ?                  | ?                     |
|             | البنك الدولي للإنشاء والتعمير                                        | 26 سبتمبر 1966     | 24 ديسمبر 1946        |
|             | بنك التنمية الكاريبي ‏                                                | ?                  | ?                     |
|             | الاتحاد الدولي للاتصالات                                             | 8 مارس 1967        | 25 أغسطس 1914         |
|             | منظمة حظر الأسلحة الكيميائية                                         | ?                  | ?                     |
|             | مؤسسة التمويل الدولية                                                | 4 يناير 1967       | 20 يوليو 1956         |
|             | المركز الدولي لتسوية المنازعات الاستشارية                            | 10 أغسطس 1969      | 14 أغسطس 1997         |
|             | منظمة التجارة العالمية                                               | ?                  | ?                     |
|             | منظمة الشرطة الجنائية الدولية                                        | ?                  | ?                     |

## وصلات خارجية
- موقع وزارة الخارجية الغيانية